# Serech
Serech ist die Bezeichnung für die stilisierte Palastfassade, die den Horusnamen des Königs (Pharao) enthält.

## Details

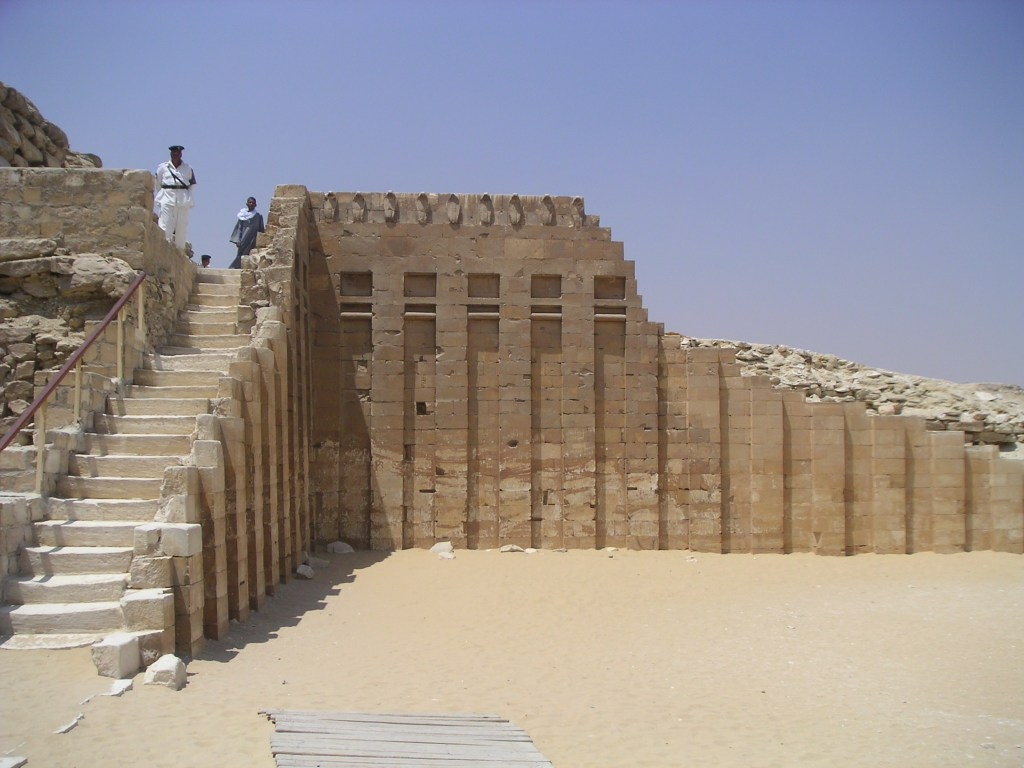
Palastfassadenarchitektur als Vorbild des Serechs (Pyramidenkomplex des Djoser)

Als Symbol ist der Serech ein hochgestelltes Rechteck, auf dem ein stehender Falke thront. Während der obere Teil den Hof beziehungsweise das Haus darstellt, ist der untere Teil mit der Fassade des Königspalastes dekoriert, die in Nischen gegliedert ist. Die Palastfassade war zu Beginn der ägyptischen Geschichte das Kennzeichen königlicher und fürstlicher Bauwerke. 
Das Serech umschließt in der Mitte den Horusnamen wie die Kartusche den Thron- und Eigennamen des Pharao. Es ist fester Bestandteil des Horusnamens.

## Bedeutung

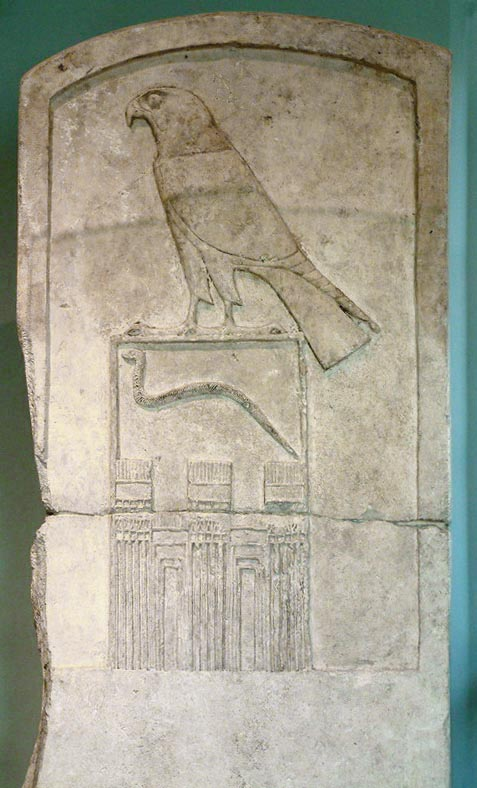
Serech des Pharao Wadji aus der 1. Dynastie. Königlicher Name umrahmt vom Serech und gekrönt vom Horusfalken. Die Stele von 143 × 65 cm aus dem Grab in Abydos befindet sich im Musée du Louvre in Paris.

Die Bedeutung des Serech für den Horusnamen ist nicht sicher. So besteht die Möglichkeit, dass der Titel anfänglich entweder als „Horus des Palastes“ (Ḥr-ˁḥ) gelesen wurde, oder dass das Gebäude selbst – wie beim Königsring auch – nur als Umrahmung diente.

## Varianten
Bereits der Name von Skorpion I. ist durch Tinteninschriften auf zwei zylindrischen Tongefäßen im Serech und mit dem Falken belegt. Auch der Name von König Narmer findet sich auf der Narmer-Palette in einem Serech.
Eine nicht allzu häufige Variante zeigt statt des Horusfalken, das Tier des Seth (auch Seth-Tier) auf dem Serech, was auf die zeitweilig höhere Bedeutung des Gottes Seth in der Königssymbolik zurückzuführen ist.
Ebenso existiert eine seltene Variante, die sowohl Horusfalke als auch Seth-Tier zeigt, vermutlich um die Vereinigung der beiden Reichsteile durch den betreffenden Herrscher zu symbolisieren. Diese ist bislang nur bei Chasechemui bekannt.
Ein prädynastischer Herrscher ist durch einen Serech mit zwei Horusfalken überliefert, aufgrund dessen dieser Herrscher die Bezeichnung „Doppelfalke“ erhielt.

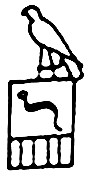
Serech des Wadji mit Horusfalke
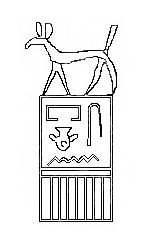
Serech des Peribsen mit Seth-Tier
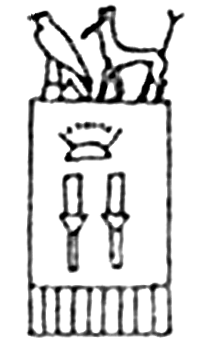
Serech des Chasechemui mit Horusfalke und Seth-Tier
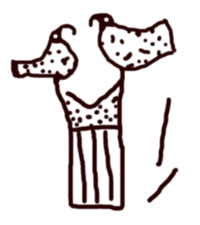
Serech des „Doppelfalke“ mit zwei Horusfalken